# Aneta Wróblewska-Kamińska
Aneta Wróblewska-Kamińska – polska matematyk, doktor habilitowany nauk ścisłych i przyrodniczych, profesor Instytutu Matematycznego Polskiej Akademii Nauk, specjalistka od równań różniczkowych cząstkowych.

## Kariera naukowa
W 2012 roku została zatrudniona w Instytucie Matematycznym Polskiej Akademii Nauk. W 2013 roku na Wydziale Matematyki, Informatyki i Mechaniki Uniwersytetu Warszawskiego uzyskała stopień doktora nauk matematycznych w zakresie matematyki na podstawie rozprawy pt. Zastosowania przestrzeni orlicza w równaniach różniczkowych cząstkowych, której promotorem był prof. Piotr Gwiazda. W 2020 roku  uzyskała stopień doktora habilitowanego nauk ścisłych i przyrodniczych w dyscyplinie matematyki na podstawie pracy pt. Analiza matematyczna wybranych modeli hydrodynamicznych. W latach 2022–2023 pracowała również na Uniwersytecie Warszawskim.